# Comuna Podoima, Stînga Nistrului
Comuna Podoima este o comună din Unitățile Administrativ-Teritoriale din Stînga Nistrului, Republica Moldova. Este formată din satele Podoima (sat-reședință) și Podoimița.
Conform recensământului din anul 2004, populația localității era de 3.808 locuitori, dintre care 3.691 (96.92%) moldoveni (români), 63 (1.65%) ucraineni si 45 (1.18%) ruși.